# Pragtkærte
Pragtkærte (Oenothera lindheimeri) – eller Gaura, som den ofte kaldes, er en flerårig, urteagtig plante med tueformet vækst, overhængende skud og endestillede stande med hvide eller lyserøde blomster. På grund af den lange blomstringstid (juni-oktober) dyrkes den som sommerblomst. I sit hjemland, USA, er den et frygtet ukrudt, som formerer sig både ved frø og stumper af jordstænglen.

## Kendetegn
Pragtkærte har en tuedannende vækst med oprette til overhængende, fint hårede stængler. De spredt stillede blade er smalt elliptiske eller smalt spatelformede med groft tandede bladrande. Begge bladsider er græsgrønne og glatte. Blomstringen foregår i juni-oktober, hvor man finder blomsterne i endestillede, smalle stande. De enkelte blomster er 4-tallige og regelmæssige med hvide til lyserøde kronblade. Bægerbladene skifter farve: de er rosa i knop, om morgenen, når blomsten springer ud, er de hvide, men ved afblomstringen om aftenen bliver de igen svagt rosa. Frugterne er kapsler med mange frø.
Rodsystemet består af en jordstængel og mange trævlede rødder.
Planten bliver ca. 100 cm høj, mens tuen kan blive ca. 50 cm i diameter.

## Hjemsted
Arten hører hjemme i det sydvestligste Alabama, hele Louisiana og det sydlige Texas samt det nordøstlige Mexico, hvor den er udbredt på lysåbne og tørre, næringsfattige sandområder. I det sydvestlige hjørne af Texas vokser den på gammelt flyvesand sammen med bl.a. Blå Moskitogræs, Bouteloua curtipendula, Bøffelgræs, Dalea spp., Desmanthus virgatus, Ephedra aspera, Liden Præriegræs, Lucerne, Mimosa nutalii, Senegalia greggii, Storblomstret Frøkenhat, Tråd-Bynke og Yucca spp.

## Galleri
|  |  |  |  |